# Campachipteria truncata
Campachipteria truncata är en kvalsterart som först beskrevs av Aoki 1976.  Campachipteria truncata ingår i släktet Campachipteria och familjen Achipteriidae. Inga underarter finns listade.